# Iliad (компания)
Iliad — французская телекоммуникационная компания. По состоянию на 2023 год обслуживала 48,5 млн абонентов, работает под брендами Free Mobile во Франции, Iliad в Италии и Play в Польше.

## История
Компания была основана Ксавье Ньелем в 1999 году, она предлагала бесплатный коммутируемый доступ к интернету, поэтому была названа Free (с англ. — «бесплатный»). За 10 лет Free стала вторым крупнейшим интернет-провайдером Франции, занимая около четверти рынка. В 2000 году долю в компании приобрёл инвестиционный банк Goldman Sachs. В 2004 году Free провела размещение своих акций на бирже Euronext Paris.
В начале 2012 года был запущен сотовый оператор Free Mobile; он предлагал тариф, вдвое ниже, чем у конкурентов, и уже за месяц привлёк более миллиона абонентов.
В 2016 году был создан филиал в Италии, Iliad Italia, он начал работу в 2018 году.
В августе 2020 года за 4,15 млрд долларов был куплен крупнейший сотовый оператор Польши Play.
В 2021 году компания заняла 1342-е место в списке крупнейших публичных компаний мира Forbes Global 2000. В следующие годы перестала попадать в этот список, поскольку стала частной (в середине 2021 года Ксавье Ньель выкупил все акции компании за 3,1 млрд евро).

## Собственники и руководство
Владельцем компании является Ксавье Ньель. Также он является председателем совета директоров (с 2020 года).
- Тома Рейно (Thomas Reynaud, род. 9 октября 1973 года) — генеральный директор с мая 2018 года, в компании с 2007 года; также член совета директоров телекоммуникационной компании Millicom[англ.][11].

## Деятельность
Подразделения по состоянию на 2023 год:
- Франция — услуги сотовой связи и широкополосного доступа к интернету под брендом Free Mobile, продажа мобильных телефонов; 15 млн абонентов сотовой связи и 7,4 млн абонентов кабельного интернета; 65 % выручки;
- Италия — работает с мая 2018 года, 10,7 млн абонентов сотовой связи (13,6 % рынка); 11 % выручки;
- Польша — в ноябре 2020 года был куплен сотовый оператор Play (работает с 2007 года), а в апреле 2022 года приобретён кабельный оператор UPC Polska (ранее принадлежавший Liberty Global); 13 млн абонентов сотовой связи и 2 млн абонентов кабельного телевидения и интернета; 23 % выручки.

Во всех трёх странах Iliad имеет собственную сеть базовых станций, однако малонаселённые регионы покрываются за счёт роуминговых соглашений с другими операторами (Orange во Франции, Orange Polska в Польше и Wind Tre в Италии).